# Čađavica Donja, Bijeljina
Čađavica Donja je naselje v občini Bijeljina, Bosna in Hercegovina. 

## Deli naselja
Čađavica Donja, Glendžići, Gradac, Jokići, Lipiki, Stajići in Stupanj.

## Prebivalstvo
| Pregled števila prebivalcev po letih | Pregled števila prebivalcev po letih | Pregled števila prebivalcev po letih | Pregled števila prebivalcev po letih | Pregled števila prebivalcev po letih | Pregled števila prebivalcev po letih |
| ------------------------------------ | ------------------------------------ | ------------------------------------ | ------------------------------------ | ------------------------------------ | ------------------------------------ |
| 1948                                 | 1953                                 | 1961                                 | 1971                                 | 1981                                 | 1991                                 |
| -                                    | -                                    | -                                    | 1.667                                | 1.543                                | 1.524                                |

| Narodna sestava prebivalstva po letih                                                                                          | Narodna sestava prebivalstva po letih                                                                                            | Narodna sestava prebivalstva po letih                                                                                            |
| --- | --- | --- |
| 1971 | 1981 | 1991 |
| . skupaj: 1.667 Srbi 1.662 (99,70 %) Hrvati 1 (0,05 %) Muslimani 1 (0,05 %) Jugoslovani 0 (0,00 %) drugi in neznano 3 (0,17 %) | . skupaj: 1.543 Srbi 1.495 (96,88 %) Hrvati 2 (0,12 %) Muslimani 0 (0,00 %) Jugoslovani 29 (1,87 %) drugi in neznano 17 (1,10 %) | . skupaj: 1.524 Srbi 1.495 (98,09 %) Hrvati 1 (0,06 %) Muslimani 0 (0,00 %) Jugoslovani 18 (1,18 %) drugi in neznano 10 (0,65 %) |